# محمد بن إسحاق بن إبراهيم
محمد بن إسحاق بن إبراهيم (توفي في يونيو 851م) هو صاحب شرطة بغداد للخلافة العباسية، من 850 حتى وفاته.

## سيرته
هو محمد هو ابن إسحاق بن إبراهيم المصعبي من السلالة الطاهرية من نسل مصعب بن زريق الخزاعي، كان أبوه صاحب الشرطة في بغداد من 822 إلى 850. كان محمد يحضر مجلس الخليفة في سامراء، حيث دخل في خدمته.
عند وفاة إسحاق في يوليو 850، خلفه محمد في منصب صاحب شرطة بغداد. سلم محمد الأشياء الثمينة في مخازن إسحاق إلى الخليفة المتوكل وورثته المنتصر والمعتز، فحصل على ثقتهم وأصبح ممثلهم في اليمامة والبحرين ومصر و طريق مكة. كما مثلهم مع والي فارس، لكن هذا أجبره على التعامل مع والي تلك المنطقة عمه محمد بن إبراهيم المصعبي، الذي اتخذ موقفا عدائيا تجاهه. ردًا على ذلك، خلع محمد عمه من حكمه وأمر بقتله، وعين ابن عمه الحسين بن إسماعيل المصعبي ليحكم فارس بدلاً من ذلك.
وتوفي محمد في يونيو 851 م، وخلفه عبد الله بن إسحاق بن إبراهيم في مناصبه في بغداد والسواد.